# Ли Ченг
Ли Ченг (енгл. Lee Chang) измишљени је лик у телевизијском филму Доктор Ху, наставку истоимене британске научнофантастичне телевизијске серије који је тумачио Ђи Цо Ји.
Ченг је млади азијско-амерички гангстер у Сан Франциску из 1999. године.

## Историја лика

### Рани живот
Ли је рођен почетком 1980-их. Његови родитељи су били марљиви власници продавница у кинеској четврти који су поштовали закон. Његов брат Хо, две године старији од њега, желео је да искористи радњу као параван за продају крека за тријаду. Његови родитељи су то одбили и побила их је противничка банда "топлог априлског поподнева" као упозорење осталим власницима радњи у Кинеској четврти.
Ово је оставило Лија под Хоовом заштитом и он је довео Лија у своју банду где је започео живот џепароша, мада, како су се противништва између банди повећавала, убрзо се нашао ухваћен у рату банди. Хо је на крају убијен 1996. године када су му пререзали врат током заседе банде у складишту. Ли је наставио да живи са бандом у братовом одсуству, не видећи излаз. Ретко је одлазио у болницу, али је уместо тога је одлазио код лекара који су практиковали „медицину на улици“. 

### Помагање Господару
Дана 27. децембра 1999. Ли је освојио нову јакну и патике у покеру са чланом банде.
Дана 30. децембра 1999. Ли и његови пријатељи били су нападнути од стране неколико чланова противничке банде. Чланови банде су пуцали у Лијеве пријатеље једног по једног. Таман када се показало да ће Ли пратити своје пријатеље у смрт, Докторов ТАРДИС се појавио испред Лија и Седми Доктор је изашао. Збуњени, чланови противничке банде су пуцали на Доктора, а затим су побегли. Осећајући се дужним Доктору што му је ненамерно спасао живот и надајући се некој врсти награде за његову помоћ, Ли је позвао хитну помоћ да одвезе Доктора у болницу, дајући му лажно име Џон Смит као Докторов идентитет. Пошто је Доктор "умро" пре него што се регенерисао у своју следећу инкарнацију, Лију је несрећну вест саопштила др. Грејс Холовеј. Деловао је благо узнемирено, али га је више занимало да глуми везу са Доктором како би могао да украде његове ствари. Пошто је Грејс постала сумњичава према Лију, он је побегао са торбом у којој су се налазили Докторов звучни шрафцигер, кључ ТАРДИС-а и други предмети.
Следећег дана, Ли је ушао у ТАРДИС. Овде је упознао и одушевио га Брус Господар који је, пошто је приметио да се ТАРДИС допао Лију, убедио Лија да је Доктор зао, рекавши да је Доктор био разни земаљски зликовци у његовим претходним животима. Понудивши му кесе са златним прахом као компензацију, Господар је привукао Лија на своју страну. Одводећи момка у самостанску собу, Господар је обмануо природну везу са ТАРДИС-ом. Ли је морао да отвори Око Склада што је помогло двојцу да пронађе Доктора. Одатле су покушали да отму Доктора и Грејс у колима хитне помоћи, али пошто су их изгубили у потери, упутили су се ка атомском сату који је Доктор покушавао да добије.
Пошто је Господар преузео Грејсин ум, тројац је ухватио Доктора и одвео га у Самостанску собу. Међутим, дајући прилику да разговарају једни са другима, Доктор је успео да убеди Лија да га је Господар лагао. Уместо да употреби било какву енергију да га поново претвори, Господар је сломио Лијев врат и убио га. Доктор је преокренуо време и васкрсао Лија и Грејс које је Господар такође убио.
Након Господаревог пораза, Доктор се опростио од Лија на Нову 2000. годину, упозоривши га да не би требало да буде у Сан Франциску следећег Божића. Доктор му је дозволио да задржи две вреће златног праха којима га је Господар првобитно подмитио, иако је рекао Лију да оде на одмор из Сан Франциска за следећу годину.

### Каснији живот
Пошто је упознао Доктора, Ли Ченг је одлучио да се поправи и уложио је много у заједничке кинеско-америчке свемирске пројекте. Његов син Ху рођен је 2009. године и Ли је одлучио да ће он извести генерацију људи из Сунчевог система.